# Hornedillo
Hornedillo es una localidad del municipio cántabro de San Pedro del Romeral, en España. En el año 2024 tenía una población de 11 habitantes. Se encuentra a 750 m s. n. m., en la parte septentrional del municipio. Dista 6,2 kilómetros de la capital municipal.